# جورج الكسندر بيك
جورج الكسندر بيك (بالألمانية: Georg Pick)‏ (و. 1859 – 1942 م) هو رياضياتي، وتربوي، وأستاذ جامعي من النمسا . ولد في فيينا .
توفي في Theresienstadt concentration camp .

## التعليم
تعلم في جامعة فيينا

## أعمال بارزة
من أهم أعماله:
- مبرهنة بيك.